# Transversalidad (ideología)

Mapa del espectro político que muestra que, en principio, la política puede ser más compleja que una línea que se divida entre izquierda y derecha.

La transversalidad o transversalismo es una corriente ideológica que defiende la renuncia a identificar sus ideas con el espectro político clásico basado en la distinción izquierda-derecha. Por otra parte el transversalismo puede aplicarse a posicionamientos que declaren obsoletos otros clivajes políticos diferentes.
Existen visiones positivas y negativas de la corriente transversalista. Algunos adherentes del transversalismo han defendido que en la actualidad, la estructura socioeconómica mundial hace que la distinción izquierda-derecha o bien carezca de sentido o bien sea indeseable. Otros politólogos han criticado el transversalismo por considerarlo simplemente una estrategia electoralista, basada en la teoría del votante mediano que guiaría a los partidos atrapalotodo (Catch-all parties) a difuminar un posicionamiento ideológico claro en el espectro político clásico, con el fin de obtener votos de todas partes del espectro político.
El transversalismo es muy similar al sincretismo político, pero se diferencia de este en que el primero rechaza la validez del espectro político afirmando que está obsoleto o que no es útil, mientras que el segundo la acepta y simplemente se posiciona en una posición neutral y pragmática con el fin de conciliar a ambas partes (izquierda y derecha).  

## Historia

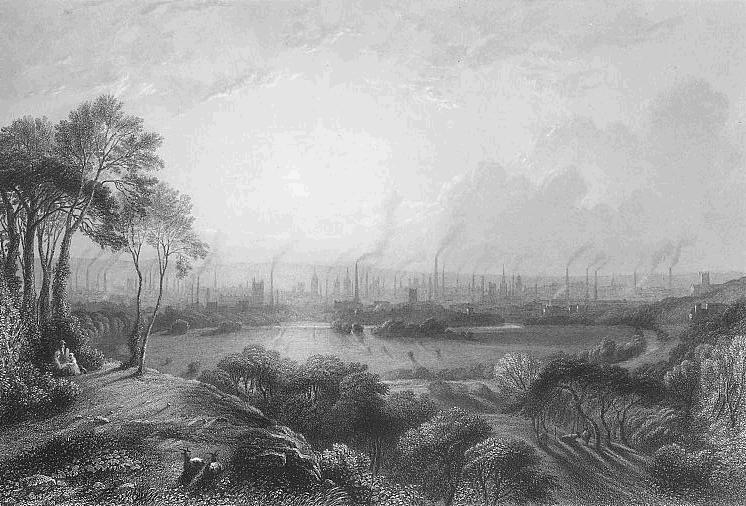
Representación de unas fábricas en plena Revolución industrial, cuando se originó el espectro clásico izquierda-derecha.

Muchos partidos transversales abiertamente proclaman que la distinción clásica dentro del espectro político asociada al eje izquierda-derecha está obsoleta. Algunos partidos transversales postulan que así toman las propuestas más beneficiosas para la sociedad y para los ciudadanos de uno y otro lado del espectro clásico.
Más peyorativamente la transversalidad ha sido erróneamente asociada a la estrategia electoralista típica de los partidos "escoba" (catch-all party) que de acuerdo con la maximización utilitarista del voto según el teorema del votante mediano tratan de situarse en una posición ambigua de tal manera que puedan atraer a votantes desinformados de diferentes partes del espectro político, aunque un partido transversal se diferencia de un partido escoba en la coherencia de sus ideales. Como ejemplo claro de partido escoba y que ha abandonado su propósito inicial para captar más votos sería el partido alemán Alternative für Deutschland, que comenzó siendo simplemente un partido euroescéptico y enfocándose en un principio solo en doctrina económica y que terminó cambiando su discurso inicial por uno más xenófobo para ampliar su apoyo entre el electorado, hasta el punto de que su copresidenta Frauke Petry, dimitió afirmando que no quería pertenecer más a "un partido xenófobo y ultranacionalista". Por tanto nada tiene que ver un partido transversal con un partido escoba.
El surgimiento de esta ideología se debe al colapso del viejo y omnipresente clivaje de obrero-patrón de la problemática del trabajo y que consiguió monopolizar la discusión política. Tras el derrumbe de la Unión Soviética se hizo más obvio que este clivaje estaba desfasado ya que a finales del siglo XX y principios del XXI, las diferencias sociales entre empresarios y obreros era ya más difusa, la clase media aglutinaba ya a una gran multitud de profesiones y elementos sociales, desde pequeños empresarios hasta obreros altamente cualificados (como por ejemplo los pilotos de avión) dándose lugar al paradójico caso de que un obrero podía tener mayor poder adquisitivo que un empresario. Asimismo los sindicatos y patronal llegaron a acuerdos logrando grandes beneficios para la clase obrera, que dejaría de considerarse clase baja para consolidarse como clase media. Lejos quedaban los graves excesos a los trabajadores que se produjeron en los comienzos de la revolución industrial. 
En el siglo XXI otras temáticas, cobraron mucha más importancia, como el feminismo, el ecologismo o el pacifismo u otros clivajes o paradigmas como la globalización-antiglobalización o el productivismo-antiproductivismo que acapararon cada vez más el interés del público.
Pese a todo y debido a su inercia, el paradigma de las relaciones obrero-patronales y su clásica division de izquierda-derecha sigue estando aun muy presente aunque esté perdiendo fuerza.
Tras esto no tardarían en aparecer  los partidos que se autoproclamasen como transversales, a pesar ya de existir ideologías de corte transversal.

## Ejemplos de movimientos transversales

### Anarquismo
Algunas ramas del anarquismo se pueden considerar de izquierdas como el anarcosindicalismo y otras de derechas como el anarcocapitalismo. Otras en cambio se relacionan a otros clivajes que nada tienen que ver con el clivaje obrero-patrón, como el anarcofeminismo y el anarcoprimitivismo. Por tanto el anarquismo no se adscribe a ninguna de las posiciones del espectro clásico aunque se suela asociar a la izquierda.

### Fascismo
El fascismo es una forma de colectivismo y se ha venido siempre considerando como «extrema derecha», aunque el fascismo siempre se ha autodefinido como la tercera posición  —rechazando postularse como de izquierda o de derecha— o tercerposicionismo. Es una forma similar al posicionamiento transversalista, aunque en este caso fue empleado de forma populista ensalzando el ultranacionalismo y posicionándose de forma intolerante y excluyente contra todo lo extranjero, contra el comunismo como contra el capitalismo y en definitiva contra todo lo que no tuviera nada que ver con la ideología del partido, llegando al extremo de encarcelar y eliminar a sus opositores. 
El fascismo es una forma de transversalismo excluyente y antidemócrata que cuando llega al poder suele prohibir el resto de partidos tendiendo a dejar al suyo propio como el único legal.

### Liberalismo
Se puede distinguir entre liberalismo social y económico. En lo que respecta al liberalismo en el ámbito económico en Europa suele ser identificado como derecha política. En Estados Unidos de América en cambio, se le asocia a la izquierda ya que es defendido por el Partido Demócrata que pertenece al socioliberalismo estadounidense. 
Existe también lo que se denomina como Economía social de mercado que es plenamente transversal ya que al ser un sistema mixto posee elementos tanto de la izquierda como de la derecha. Los dos sistemas más representativos de este sistema son el socioliberalismo sueco y el ordoliberalismo alemán.

### España

#### UPyD
El término adquirió popularidad con la creación del partido político Unión Progreso y Democracia (UPyD), que reivindicó esta adscripción desde su fundación. UPyD entiende el transversalismo como:

...un partido donde tengan cabida personas con ideas propias y distintas en una variedad de temas, pero de acuerdo en el proyecto político y en las líneas estratégicas para su consecución

Dentro de las ideas asumibles dentro de un proyecto político transversal, descarta:

...las concepciones fundamentalistas e intransigentes, sectarias y no instrumentales, antisistema o antiinstitucionales. Incluye en principio todo lo que sea consistente con la regeneración de la democracia española en un sentido progresista, laico y nacional.

Finalmente, proclama haber superado la contraposición entre izquierda y derecha:

El transversalismo [da] por amortizados algunos antagonismos tradicionales de la modernidad, y en especial el que opone como realidades irreductibles a “izquierda” y “derecha”

#### Ciudadanos
Igualmente el partido Ciudadanos-Partido de la Ciudadanía se autorreivindicaba como un partido transversal. La reivindicación de su transversalidad fue de hecho uno de los principales temas políticos repetidos en todas las elecciones a las que concurrió este partido a lo largo de 2015.

#### Unidas Podemos
Así mismo, el partido Podemos, con amplia representación a nivel autonómico y estatal, se definía como un partido transversal. Podemos, con apenas dos años, logró irrumpir como tercera fuerza política en el parlamento español con más de 5,2 millones de votos, junto a sus confluencias. No obstante, el partido se ha mostrado de un perfil netamente de izquierdas en contraposición al transversalismo con el que se autodefinían al principio, por su política de confluencias, alianzas y pactos, tanto territoriales como sectoriales: Izquierda Unida, Equo, Compromís, En Marea, MÉS, Barcelona en Comú, Catalunya en Comú, Adelante Andalucía, En Común... Igualmente, es el «socio preferente» del PSOE y ha pactado con él en un amplísimo número de ayuntamientos, comunidades autónomas, políticas estatales y un gobierno de coalición a nivel nacional. 

#### Más País
La formación de Manuela Carmena de la capital Más Madrid (Más País a nivel nacional) es otro ejemplo de partido transversal. Hasta 2019 se presentaba junto a Unidas Podemos hasta la retirada de Íñigo Errejón de esta última para unirse a Carmena, momento en el que anunciaron presentarse por separado en Madrid. La líder de Más Madrid ha afirmado en más de una ocasión que su partido sí que es transversal e incluso ha afirmado que el movimiento feminista del 8M «tiene que ser transversal».

#### Tercera Vía
Formaciones políticas independientes de toda España se unieron bajo el nombre de Tercera Vía, una coalición de partidos que también se basa en la transversalidad, opuesta al bipartidismo y que propugnan valores como la honradez, la transparencia y la vocación de servicio al ciudadano. Defienden que la sociedad cuente con libertad de elección y educación del ciudadano para desarrollar su capacidad crítica.

### Sudamérica
El movimiento político colombiano MIRA también se define como transversal.
Por otra parte, es interesante el fenómeno de los dos partidos tradicionales de Uruguay, que prácticamente hegemonizaron la vida política del país hasta 1971. Durante mucho tiempo, en Uruguay no tenía ningún sentido proclamarse de izquierda, de centro o de derecha, sino simplemente "blanco" o "colorado".
En Venezuela: el Movimiento Político Generación Independiente (GENTE) basa su Ideario Político en la corriente transversalista pero ha rebautizado el término, llamándolo "Amplitud Ideológica".